# Абант (син на Иксион)
Вижте пояснителната страница за други значения на Абант.
Абант (на старогръцки: Ἄβας, Abas) в гръцката митология е кентавър и добър ловец.
Син е на царя на лапитите в Тесалия Иксион и на Нефела. Когато Абант участва в сватбата на Пиритой и се стига до бой между кентаврите и лапитите, той се спасява чрез бягство.